# Gülseren
Gülseren Yıldırım Gomez, nacida en 1973, conocida comúnmente como Gülseren, es una famosa cantante radicada en Francia que fue elegida para representar a su país de origen, Turquía en el Festival de la Canción de Eurovisión 2005, en Kiev, Ucrania, en el que quedó en el puesto número 13 con 92 puntos.

## Discografía
- 2005: Rimi rimi ley (Single)